# نیکور ۱۳میلی‌متر اف/۵٫۶
نیکور ۱۳میلی‌متر اف/۵٫۶ (به انگلیسی: Nikkor 13mm f/5.6) نام لنز دوربین عکاسی از نوع لنز چشم‌ماهی ثابت است که توسط شرکت نیکون تولید می‌شود. فاصلهٔ کانونی این لنز ۱۳.۳ میلی‌متر، دیافراگم آن دارای ۷ تیغه و ضریب اف آن اف ۵٫۶ تا اف ۲۲ است. این لنز در 2009 میلادی تولید و عرضه شده‌است.